# Чемпіонат світу з трекових велоперегонів 1973
Чемпіонат світу з трекових велоперегонів 1973 проходив з 22 по 27 серпня 1973 року в місті Сан-Себастьян, Іспанія. Усього на чемпіонаті розіграли 11 комплектів нагород — 9 у чоловіків та 2 у жінок.

## Медалісти

### Чоловіки
Професіонали
| Дисципліна                         | Золото            | Срібло           | Бронза           |
| Спринт                             | Роберт Ван Ланкер | Джордано Турріні | Еціо Карді       |
| Індивідуальна гонка переслідування | Х'ю Портер        | Рене Пейнен      | Фердинанд Брек   |
| Гонка за лідером                   | Сеес Стам         | Піт де Віт       | Крістіан Раймонд |

Аматори
| Дисципліна                         | Золото                                                  | Срібло                                                           | Бронза                                                           |
| Спринт                             | Даніель Морелон                                         | Анатолій Яблуновський                                            | Джорджіо Россі                                                   |
| Гіт на 1000 м                      | Януш Кержковський                                       | Едуард Рапп                                                      | Герман Понстен                                                   |
| Індивідуальна гонка переслідування | Кнуд Кнудсен                                            | Герман Понстен                                                   | Руперт Кратцер                                                   |
| Командна гонка переслідування      | ФРН Гюнтер Шумахер Пітер Вонгоф Ганс Лутц Гюнтер Гарітц | Велика Британія Майкл Беннетт Річард Еванс Ієн Галлам Вільям Мур | Нідерланди Геррі Фенс Петер Ньювенхаус Герман Понстен Рой Шуйтен |
| Спринт на тандемах                 | Чехословаччина Владимир Вацкарж Мирослав Вимазал        | СРСР Віктор Копилов Володимир Семенець                           | НДР Ганс-Юрген Ґешк Вернер Отто                                  |
| Гонка за лідером                   | Хорст Ґнас                                              | Райнер Подлеш                                                    | Габі Міннебоо                                                    |

### Жінки
| Дисципліна                         | Золото           | Срібло               | Бронза           |
| Спринт                             | Шейла Янг        | Іва Заїчкова         | Галина Єрмолаєва |
| Індивідуальна гонка переслідування | Тамара Гаркушина | Кеті ван Оостен-Гахе | Беріл Бертон     |

## Загальний медальний залік
| Місце  | Країна          | Золото | Срібло | Бронза | Загалом |
| ------ | --------------- | ------ | ------ | ------ | ------- |
| 1      | ФРН             | 2      | 1      | 1      | 4       |
| 2      | Нідерланди      | 1      | 4      | 3      | 8       |
| 3      | СРСР            | 1      | 3      | 1      | 5       |
| 4      | Велика Британія | 1      | 1      | 1      | 3       |
| 5      | Чехословаччина  | 1      | 1      |        | 2       |
| 6      | Бельгія         | 1      |        | 1      | 2       |
| 6      | Франція         | 1      |        | 1      | 2       |
| 8      | Польща          | 1      |        |        | 1       |
| 8      | Норвегія        | 1      |        |        | 1       |
| 8      | США             | 1      |        |        | 1       |
| 11     | Італія          |        | 1      | 2      | 3       |
| 12     | НДР             |        |        | 1      | 1       |
| Всього | Всього          | 11     | 11     | 11     | 33      |